# Nehme (cognome)
Nehme (in arabo نعمة‎?) è un cognome libanese prominente, presente anche in altri stati del Levante come la Palestina e la Siria.

## Varianti
A causa delle sfide riguardante la traslitterazione, esistono molte varianti di Nehme come Nehmé, Nemeh, Nehmeh, Nemaa e Neemé.
Ci sono altre famiglie "Nehme" in Medio Oriente che potrebbero non essere legate tra loro da lignaggio, parentela o religione, alcune delle quali si trovano in Iraq, Giordania, Qatar e Emirati Arabi Uniti, che di solito hanno il prefisso "Al-", come Al-Neama e Al-Nemaa.

## Origine e diffusione
Il nome deriva dalla parola araba che significa "benedizione" o "grazia".
Si ritiene che la famiglia Nehme derivi dall'albero genealogico Daou con uno dei suoi figli, Nehme Daou, come padre di tutte le famiglie Nehme nel Levante. Si crede che Lehfed, un piccolo villaggio vicino a Byblos nel distretto di Jbeil del Libano moderno, sia la casa ancestrale della famiglia Nehme.
Poiché il Monte Libano era un'area di continui disordini civili alla fine del XIX secolo, molte famiglie Nehme furono costrette a fuggire verso le città vicine, tra le quali la città di Deir el Qamar, mentre altri si avventurarono per raggiungere la città di Haifa e oltre.

## Persone
- Abeer Nehme, cantante libanese e musicologa
- Abraham Nehmé, Arcivescovo dell'Arcieparchia di Homs dei Melchiti
- Lina Murr Nehmé, autrice e professoressa franco-libanese
- Rodrigo Nehme, attore messicano
- Stephen Nehmé, maronita libanese professato religioso dall'ordine libanese maronita